# Sasser
Sasser — компьютерный червь, обнаруженный в сети, эпидемия которого началась 30 апреля 2004 года.
В течение нескольких дней червь «заразил» порядка 250 тысяч компьютеров по всему миру. Когда Sasser проникал в машину, он сканировал интернет для поиска других компьютеров с незакрытой дырой и посылал им самого себя. Но особого вреда червь не причинял — он только перезагружал компьютер.
Распространяется Sasser по глобальным сетям, используя для своего размножения уязвимость в службе LSASS Microsoft Windows. Червь опасен тем, что он для заражения компьютера не требует какого-либо взаимодействия с пользователем атакуемой машины. Признаком заражения компьютера является сообщение об ошибке LSA Shell (Export version) и следующее за ним сообщение о необходимости перезагрузить компьютер из-за ошибки процесса lsass.exe. Данные сообщения будут появляться не только при первом заражении, но и при каждой последующей атаке.

## Расследование
Автором червя оказался 17-летний немецкий хакер Свен Яшан (нем. Sven Jaschan). Он был вычислен и задержан в мае 2004 года с помощью информаторов. За его поимку компания Microsoft объявила материальное вознаграждение в размере 250 тысяч долларов. В июле 2005 года суд города Фердена признал Яшана виновным в манипулировании данными, компьютерном саботаже и проникновении в корпоративные сети. Хакера приговорили к 1 году и 9 месяцам лишения свободы условно с испытательным сроком 3 года, включая 30 часов общественных работ на время испытательного срока. Несмотря на огромный экономический ущерб от распространения Sasser, факт корыстной заинтересованности Свена доказан не был; судьи посчитали, что он действовал лишь в целях самовыражения.